# Willem Kloos (architect)
Willem Bernhard Kloos (Batavia (Nederlands-Indië), 21 maart 1904 – Den Dolder, 24 november 1960), in de literatuur doorgaans aangeduid als W.B. Kloos, was een Nederlands architect.
Kloos studeerde aan de Technische Hogeschool Delft, waar hij in 1929 het examen voor bouwkundig ingenieur behaalde. Hij was daarna in dienst bij de gemeente 's-Gravenhage als ingenieur bij de dienst stadsontwikkeling en volkshuisvesting. In 1941 werd hij benoemd tot hoofd van de planologische afdeling van de Rijksdienst voor het Nationale Plan,  een soort 'nationaal bestemmingsplan' waartoe het initiatief al in de jaren 30 was genomen.
Vanaf 1946 was Kloos in dienst bij de Nederlandse Spoorwegen, als hoofd van de stedenbouwkundige afdeling. Hij hield zich bezig met de vraagstukken rondom het opheffen van gelijkvloerse kruisingen in steden als Eindhoven, Leiden, Rotterdam en Venlo. Vanaf 1954 hield hij zich bezig met het ontwerp van een serie gestandaardiseerde stationsgebouwen (standaardtype Vierlingsbeek). De gebouwen dienden vaak als vervanging voor verouderde stationsgebouwen uit de 19e eeuw, maar werden ook geplaatst bij nieuw aangelegde (voorstads)stations.
Kloos stierf in 1960.

## Ontworpen stationsgebouwen

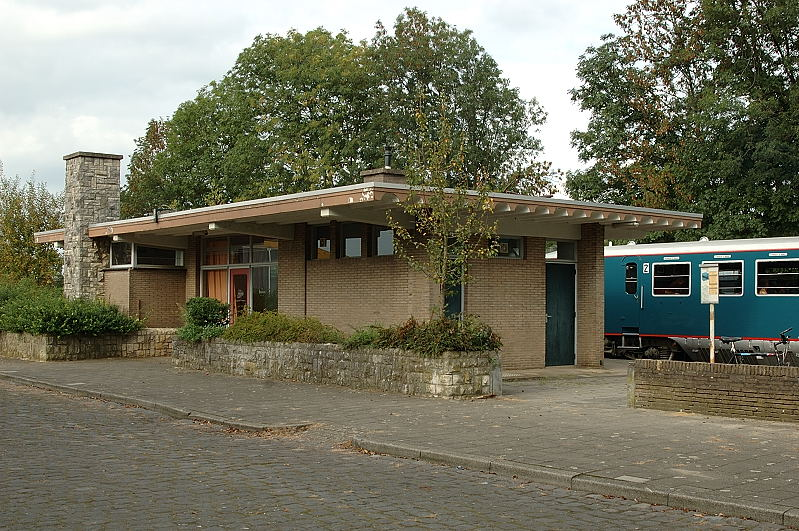
Station Wijlre-Gulpen

- Station Vierlingsbeek (tweede gebouw, 1956, gesloopt 2004)
- Station Almelo de Riet (1957)
- Station Wezep (derde gebouw, 1957, gesloopt 2002)
- Station Koudum-Molkwerum (tweede gebouw, 1958, gesloopt 1991)
- Station Velsen Zeeweg (1958)
- Station Doetinchem West (1959)
- Station Klarenbeek (tweede gebouw, 1959)
- Koog Bloemwijk (1959, gesloopt 1989)
- Station Wijlre-Gulpen (tweede gebouw, 1959)
- Station Zwolle Veerallee (tweede gebouw, 1959, gesloopt 2000)
- Station Blerick (derde gebouw, 1960, gesloopt 2001)
- Station Kerkrade Centrum (tweede gebouw, 1960, gesloopt 1995)
- Station Soest Zuid (tweede gebouw, 1963)
- Station Hurdegaryp (tweede gebouw, 1964)
- Station Bovenkarspel-Grootebroek (tweede gebouw, 1965)
- Station Hoogkarspel (tweede gebouw, 1965)